# ジョーイ・ライアン
ジョーイ・ライアン（Joey Ryan）のリングネームで知られるジョセフ・ライアン・ミーハン（Joseph Ryan Meehan、1979年11月7日 - ）は、アメリカ合衆国のプロレスラーである。妻もプロレスラーのローラ・ジェームス。

## 来歴
2000年2月、EWFでトレーニングを始める。 
2003年、PWG旗揚げに参加し、PWGオリジナル6と呼ばれる。
PWGではスコット・ロスト、ファンキー・ビリー・キムと「X-Foundation」を結成。旗揚げ興行で6人タッグで敗れる。
初代PWG王座決定トーナメントにエントリーし決勝まで進むが、フランキー・カザリアンに敗れる。
2005年12月3日、ケビン・スティーンを破りPWG王座初戴冠。
2006年にはカール・アンダーソンと「The Real American Heroes」を結成。2007年7月7日、NWA世界タッグチーム王座を獲得。
PWGではキャンディス・レラエとタッグを結成し、2013年10月19日にヤング・バックスが持つPWGタッグチーム王座に挑戦したが敗れる。2014年7月27日にはヤング・バックスを下しPWGタッグ王座を奪取した。このタッグは「World's Cutest Tag Team」と呼ばれるようになる。
WWEにも単発ながら参戦経験があり、ロージー、シルヴァン、マーク・ヘンリー、ジョン・モリソン、スペル・クレイジー、ビッグ・ショーらと対戦している。
2015年、DDTプロレスリングに初来日。来日初戦は9月19日、松永智充に勝利。
2016年1月3日、「World's Cutest Tag Team」として再来日。
2019年10月、インパクト・レスリングと契約。
2020年6月、複数の女性プロレスラーからセクハラ行為を告発されたことに伴い、インパクト・レスリングから契約を解除された。

## 得意技
- スーパーキック
- End Scene
- Mustache Ride / Duff Drop[4]
- Nuff Said[4] – 2005–2006
- Pedigree[16]
- That '70s Kick[17]

## 獲得タイトル
- AWSタッグ王座 (2回) – w/ スコット・ロスト[18]
- CWAタッグ王座 (1回) – w/ スコット・ロスト[4]
- CWFHヘリテイジタッグ王座 (1回) – w/ ライアン・テイラー[19]
- ドリームウェーブ・タッグ王座 (1回) – w/ キャンディス・レラエ
- EWFヘビー級王座 (1回)
- FSPタッグ王座 (1回) – w/ キャンディス・レラエ
- IWLアナーキー王座 (1回)[20]
- NWA世界タッグ王座 (1回) – w/ カール・アンダーソン[4]
- PWG世界王座 (1回)[21]
- PWG世界タッグ王座 (4回) – w/ スコット・ロスト (3) & キャンディス・レラエ (1)[22]
- 第1073、1075、1079、1092、1095、1099、1104、1110、1113、1115、1121、1123、1125、1128、1136、1139、1143、1146、1150、1153、1156、1161、1168、1212、1215、1219、1222、1224、1227、1230、1239、1241、1247代アイアンマンヘビーメタル級王座